# Moizm (album)
Moizm – album studyjny Tomasza Makowieckiego, wydany 8 października 2013 przez Sony Music Entertainment Poland. Płyta zadebiutowała na 17. miejscu zestawienia OLiS. Płytę zapowiadał singel Holidays in Rome.

## Lista utworów
| 1.  | "Dziecko księżyca" feat. Józef Skrzek, Daniel Bloom muz. Tomasz Makowiecki, sł. Marek Jałowiecki                                                | 10:01 |
|     | |       |
| 2.  | "Your foreign books" muz. Tomasz Makowiecki, sł. Roman Szczepanek                                                                               | 3:55  |
|     | |       |
| 3.  | "Holidays in Rome" muz. Tomasz Makowiecki, Patryk Stawiński, Jakub Staruszkiewicz, sł. Marek Jałowiecki                                         | 3:56  |
|     | |       |
| 4.  | "What's new in heaven" muz. Tomasz Makowiecki, Patryk Stawiński, Aleksander Świerkot, Jakub Staruszkiewicz, sł. Roman Szczepanek                | 4:00  |
|     | |       |
| 5.  | "A summer sale" muz. Tomasz Makowiecki, Patryk Stawiński, Aleksander Świerkot, Jakub Staruszkiewicz, sł. Roman Szczepanek                       | 5:12  |
|     | |       |
| 6.  | "Na szlaku nocnych niedopałków" muz. Tomasz Makowiecki, sł. Marek Jałowiecki                                                                    | 5:12  |
|     | |       |
| 7.  | "Zabierz mnie" muz. Tomasz Makowiecki, Patryk Stawiński, sł. Kuba Wandachowicz                                                                  | 6:01  |
|     | |       |
| 8.  | "Las i beton" muz. Tomasz Makowiecki, sł. Marek Jałowiecki                                                                                      | 5:05  |
|     | |       |
| 9.  | "Ostatni brzeg" muz. Tomasz Makowiecki, sł. Marek Jałowiecki                                                                                    | 4:15  |
|     | |       |
| 10. | "Ostatni brzeg II" feat. Władysław Komendarek, Józef Skrzek muz. Tomasz Makowiecki, Patryk Stawiński, Aleksander Świerkot, Jakub Staruszkiewicz | 5:54  |
|     | |       |
|     | | 53:31 |
|     | |       |

## Twórcy
- Tomasz Makowiecki - śpiew, syntezatory, mellotron, fortepian, wurlitzer, gitary, automaty perkusyjne, sample; produkcja i realizacja
- gościnni muzycy: Józef Skrzek, Daniel Bloom
- Kuba Staruszkiewicz - perkusja, automaty perkusyjne, sample, przeszkadzajki
- Patryk Stawiński - bas, syntezator basowy
- Olek Świerkot - gitary
- Irek Wojtczak - saksofon altowy
- Adam Żuchowski - kontrabas
- Michał Przytuła - realizacja i edycja
- Rafał Smoleń - miksowanie; mastering w Sound and more studio
- Maciej Stach - realizacja partii Józefa Skrzeka w MaQ Records Studio

- Witek Orski, Kamil Zacharski - zdjęcia

- Mateusz Kubiak - projekt okładki